# Martin Block (Ethnologe)
Martin Friedrich Block (* 12. August 1891 in Leopoldshall, Anhalt; † 1972 in Marburg) war ein deutscher Ethnologe, Balkanologe und „Zigeunerforscher“. Er lehrte als Professor für Völkerkunde an der Philipps-Universität Marburg.

## Leben
Er war der Sohn des Lehrers Friedrich Block und dessen Ehefrau Luise Block geborene Westphal. Block ging zunächst auf die Dorfschule in Bornum bei Zerbst/Anhalt, danach auf die Mittelschule und auf die Oberschule in Dessau. Nach dem Abitur 1911 studierte Block ein Semester an der Universität Marburg, wechselte dann nach Freiburg im Breisgau, Leipzig (bei Karl Weule) und Göttingen. Am Ersten Weltkrieg nahm er ab 1914 als kriegsfreiwilliger Sanitäter und später beim Landsturm teil. Noch während des Krieges wurde er 1917 nach Rumänien abkommandiert, um den sprachlichen und völkerkundlichen Teil des Handbuchs über Rumänien zu verfassen. Nach dem Krieg setzte er sein Studium in Leipzig fort. Parallel dazu arbeitete er ab 1919 als Hilfsassistent beim sächsischen Forschungsinstitut für Völkerkunde und später als Senior des Balkan-Instituts der Universität Leipzig.
Mit einer Arbeit über die materielle Kultur der „Rumänischen Zigeuner“ wurde er 1922 in Leipzig zum Dr. phil. promoviert. Danach unterrichtete er bis 1929 als Lehrer an der katholischen und evangelischen Deutschen Auslandsschule und an rumänischen Staatsschulen. Von 1928 bis 1930 arbeitete er am Rautenstrauch-Joest-Museum in Köln und danach bis 1933 als Lexikograph beim Bibliographischen Institut in Leipzig. In der NS-Zeit trat er der Nationalsozialistischen Betriebszellenorganisation (NSBO) bei. Er habilitierte sich 1936 mit der Schrift Zigeuner, ihr Leben und ihre Seele und lehrte anschließend als Universitätsdozent an der Universität Leipzig. Mit seiner These, die „Zigeuner“ seien mit den „Ariern“ verwandt, die in der SS-Zeitung Das Schwarze Korps scharf angegriffen wurde, setzte er sich jedoch im NS-Wissenschaftsbetrieb ins Abseits.
Im selben Jahr trat er zunächst als Angestellter, ab 1937 als Regierungsrat in das Reichskriegsministerium, wo er zunächst in der Abteilung für Völkerpsychologie und Charakterkunde beim Psychologischen Laboratorium der Wehrmacht tätig war. Ab 1939 war er Referent für Balkansprachen beim Oberkommando der Wehrmacht (ab 1943 Oberregierungsrat). Als solcher war er während des Zweiten Weltkriegs in Belgrad, Saloniki und Rumänien stationiert. Die Deutsche Universität Prag verhandelte 1940 mit Block eine Berufung als ordentlicher Professor, die jedoch sowohl seine Dienstherrin Wehrmacht als auch Block selbst „aus weltanschaulichen Gründen“ ablehnte. An der Universität Leipzig wurde er 1945 zum außerplanmäßigen Professor ernannt.
Bei Kriegsende war er in französischer Kriegsgefangenschaft, aus der er im Juni 1946 entlassen wurde. Danach ließ er sich für Sprachen und Kulturen des Balkans an die Universität Marburg umhabilitieren. Seine Venia legendi wurde 1948 auf Völkerkunde Europas und 1952 auf allgemeine Völkerkunde erweitert. Nachdem er ab dem Wintersemester 1947/48 Lehraufträge für Sprachen und Kulturen des Balkans und später auch Allgemeine Völkerkunde an der Universität Marburg übernommen hatte, wurde er 1956 zum ordentlichen Professor für Völkerkunde ernannt. 1959 wurde er emeritiert.
Block war in der Bundesrepublik wieder ein gefragter „Zigeunerexperte“. In der Neuauflage des Handwörterbuchs für Theologie und Religionswissenschaft von 1962 übernahm er fast wortwörtlich seinen Beitrag von 1931, in dem er über die „Zigeuner“ schrieb: „Weder blutige Verfolgungen, noch wohlgemeinte Gesittungsbestrebungen haben ihr Wesen verändern noch ihre Zahl vermindern können.“ Angesichts des nationalsozialistischen Völkermordes an den europäischen Sinti und Roma (Porajmos) mutet dies zynisch und uninformiert an. Die Ethnologin Katrin Reemtsma warf Block nach seinem Tod vor, seine Erkenntnisse über die Kulturen der Roma durch Betrug, Bestechung und Lügen gegenüber seinen Forschungsobjekten erlangt zu haben. Sie mutmaßte, dass Block als in Serbien stationierter Wehrmachtsangehöriger sogar unmittelbare Kenntnis von dem Massenmord erlangt haben müsste.

## Schriften (Auswahl)
- Die Rumänischen Zigeuner. Versuche einer monographischen Darstellung der materiellen Kultur. Dissertation, Univ. Leipzig 1923.
  - Die materielle Kultur der rumänischen Zigeuner. Versuch einer monographischen Darstellung (= Studien zur Tsiganologie und Folkloristik. Band 3). Peter Lang, Frankfurt a. M. 1991 (Neuauflage herausgegeben von Joachim S. Hohmann).
- (Hrsg. mit Walther Aichele): Zigeunermärchen (= Die Märchen der Weltliteratur. Band 31). Diederichs, Düsseldorf/München 1991 [1926].
- Die Zigeuner, ihr Leben und ihre Seele – dargestellt auf Grund eigener Reisen und Forschungen (= Studien zur Tsiganologie und Folkloristik. Band 20). Peter Lang, Frankfurt a. M. Frankfurt am Main 1997 [1936] (Neuauflage herausgegeben von Joachim S. Hohmann).
  - englische Übersetzung: Gypsies. Their life and their customs. AMS Press, New York 1980 [1939].